# Opération Amherst
Campagne d'Allemagne,
Seconde Guerre mondiale
Batailles
Campagne d'Allemagne de 1945
- Blackcock
- Veritable
- Blockbuster
- Grenade
- Lumberjack
  - Remagen
- Undertone
- Traversée du Rhin
- Varsity
- Poche de la Ruhr
- Francfort
- Wurtzbourg
- Cassel
- Heilbronn
- Friesoythe
- Nuremberg
- Hambourg
- Amherst
- Archway
- Château d'Itter

Front d’Europe de l’Ouest
Front d’Europe de l’Est
Campagnes d'Afrique, du Moyen-Orient et de Méditerranée
Bataille de l’Atlantique
Guerre du Pacifique
Guerre sino-japonaise

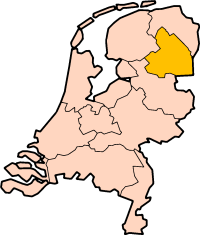
Localisation de la province de Drenthe.

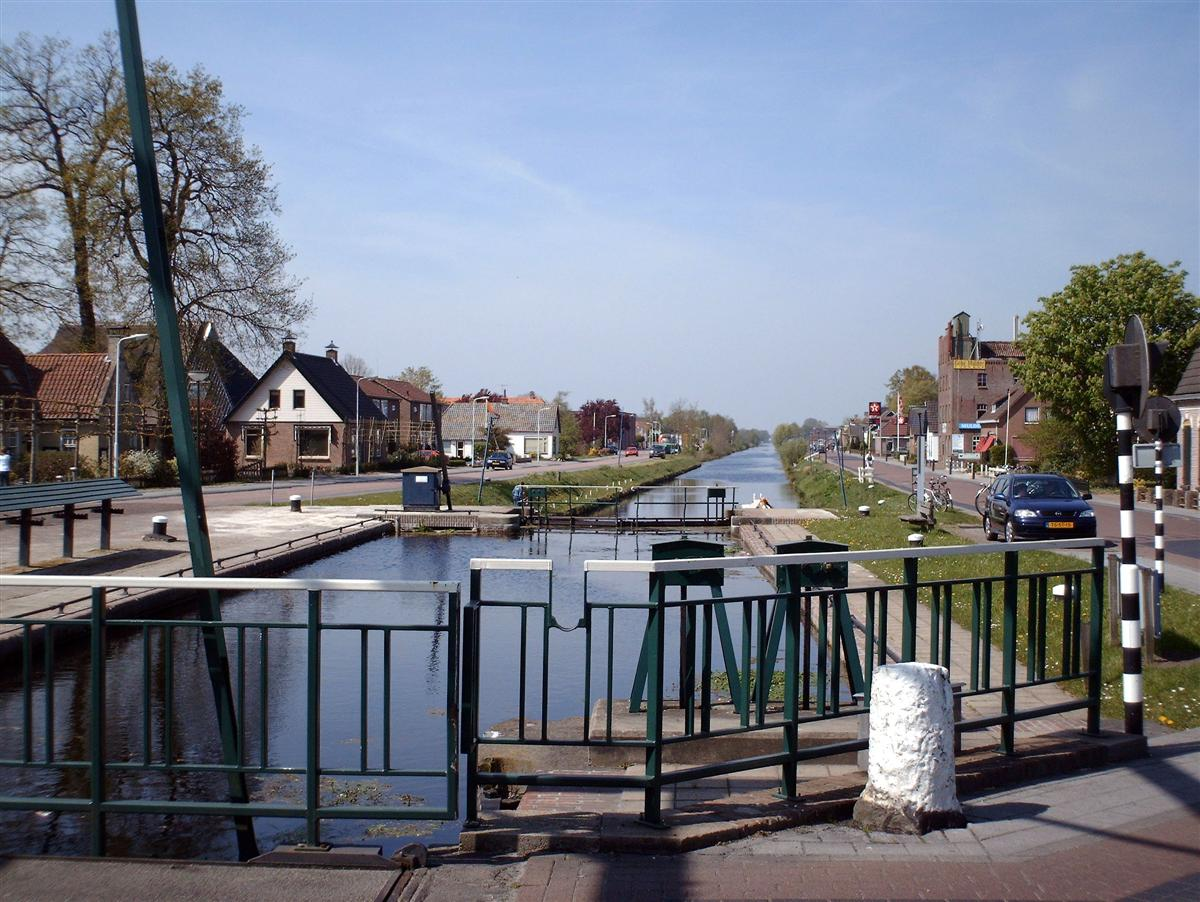
Le village néerlandais de Appelscha.

L’opération Amherst désigne une opération planifiée par le général de brigade britannique Mike Calvert, exécutée par 700 Special Air Service français, des 3e et 4e régiments de la brigade SAS, en avril 1945, avec pour objectif de désorganiser l'armée allemande occupant le nord des Pays-Bas et de capturer intacts certains points stratégiques.

## Histoire

### Objectif
Fin mars 1945, malgré ses défaites, notamment dans les Ardennes, l'Allemagne nazie résiste parfois efficacement aux attaques alliées. C'est particulièrement le cas aux Pays-Bas, où les Allemands sont bien organisés et retranchés derrière les nombreux canaux et cours d'eau qui maillent le territoire. Le pays a subi les conséquences de l'échec de l'opération Market Garden de septembre 1944, répression, déportation et surtout famine pendant l'hiver 1944-1945. Il faut d'autant plus accélérer que l'avance rapide de l'Armée rouge peut donner à Staline une position très forte après la guerre. Pour ouvrir la route aux blindés de la 2e armée britannique, le Haut Commandement allié aurait voulu recourir à des bombardements aériens massifs. Toutefois la reine Wilhemina use de toute son influence auprès des décideurs politiques et militaires pour que son pays, déjà très éprouvé, ne soit pas détruit par de nouveaux bombardements. Une opération aéroportée est donc décidée pour désorganiser les troupes allemandes et faciliter la progression des troupes anglo-canadiennes et polonaises jusqu'au nord des Pays-Bas et en Allemagne du nord tout en ménageant la population civile.
Le brigadier général Calvert propose alors au Haut Commandement l'opération Amherst qui serait confiée aux parachutistes français des 3e et 4e SAS. En dehors de quelques objectifs précis à détruire ou à conserver, ceux-ci devront semer la confusion sur les arrières ennemis en y créant un maximum d’insécurité de manière à mobiliser un maximum d'effectifs allemands en dehors de la zone de progression de la 2e armée en direction de Brême, Hambourg, Lübeck et Kiel, et à peser sur le moral des troupes allemandes, autant que possible en lien avec la résistance néerlandaise. L'autonomie des commandants des deux bataillons SAS est donc grande. La zone choisie est un triangle aigu délimité par les villes de Meppel, Coevorden et Groningue, situé pour l'essentiel dans la province de Drenthe autour de sa capitale Assen.

### Opérations

#### Largage
Dans la soirée du 7 avril 1945, 47 avions Stirling portant chacun un stick de 15 parachutistes décollent de trois aéroports différents en Grande-Bretagne. La couverture nuageuse importante fait que le largage a lieu à 600 mètres d'altitude et non à 250 mètres comme d'habitude. L'imprécision du largage et le vent soufflant à 25 km/h disperse les sticks parfois assez loin des objectifs. Un stick se retrouve même à 45 kilomètres de sa drop zone prévue. De plus le largage d'une partie du matériel, notamment des 18 jeeps prévues, est annulé. Le regroupement des unités est donc aléatoires et se fait parfois avec des demandes de renseignements auprès des populations, ce qui fait perdre une partie de l'effet de surprise. En outre, 219 conteneurs contenant des armes, des munitions et des rations sont largués, dont trente pour la résistance. Enfin, quelque 150 parachutistes factices (ou « mannequins ») sont largués pour donner l'impression de parachutages massifs. Ces mannequins contenaient une petite charge d'explosifs détonant à l'impact sur le sol et destinée à faire croire à des combats et à désorienter l'ennemi. La consigne était aussi de laisser les parachutes bien en évidence sur les zones d'atterrissage. Il semble que ces multiples ruses aient assez bien fonctionné et que les Allemands aient eu l'impression d'être attaqués par des effectifs alliés importants.
Certains sticks ont eu des pertes dès le début, ayant eu la malchance de se poser à proximité d’un convoi allemand. Quelques parachutistes ont été trahis par des Néerlandais pro-allemands, d’autres ont été au contraire aidés par des résistants. Dès l'essentiel du regroupement des unités réalisé, de premières actions commando sont entreprises, avec un succès variable.

#### Actions du3eSAS
Commandé par Jacques Pâris de Bollardière, le 3e SAS a été largué dans la moitié ouest du triangle Meppel-Coevorden-Groningue, et attaque les Allemands notamment à Spier, Bovensmilde et Appelscha (province de Frise). Les parachutistes occupent rapidement plusieurs ponts. Ils livreront aux troupes canadiennes deux précieux ponts intacts, un à Bovensmilde et un à Appelscha. Dans le premier cas, c'est une œuvre conjointe avec la résistance locale, en l'occurrence le père et le fils Voortman, qui désactivent par deux fois les charges explosives placées sous le pont par les Allemands.
A Appelscha, les parachutistes français sont repérés par les Allemands dès le 8 avril et un combat s'ensuit. Un parachutiste français est tué tandis que d'autres sont capturés. Les Allemands parviennent à contre-attaquer avec le reste de leurs troupes, mais les SAS britanniques les forcent à battre en retraite. Une partie du village est détruit dans la bataille.
Privés de leurs jeeps, les parachutistes ne peuvent attaquer les aérodromes situés en Frise. Ils s'approchent toutefois de la piste de l'aérodrome de Havelte, au nord d'Assen, mais constatent que la piste est déjà hors d'usage, creusée de larges cratères par des bombardements américains. Ils trouvent l'aérodrome de Norg déjà abandonné par les Allemands.
A l’ouest de Spier, les SAS attaquent des convois allemands qui font retraite sur la route Bielen-Assen et détruisent la voie ferrée. Le 10 avril, une quarantaine de parachutistes chassent les Allemands de Spier. Le village est repris le lendemain par une contre-attaque allemande mobilisant plus de 200 hommes et surtout des armes lourdes dont les SAS ne disposent pas. L'arrivée de blindés canadiens permet de libérer définitivement Spier. Les Allemands ont malheureusement le temps d'arrêter et d'exécuter 21 civils du hameau de Wijsterseweg qu'ils suspectent d'intelligence avec l'ennemi.
A Diever, la population, encouragée par l'arrivée de militaires alliés, arrête le maire collaborateur, membre du parti nazi hollandais, mais un groupe de policiers du SD vient de Steenwijk pour le libérer et arrête à leur tour 11 personnes, qu'ils fusillent près du cimetière laissant 10 victimes et un survivant « miraculé ».
Le 3e SAS met aussi la main sur les archives de la Gestapo de Groningue et sur l’état-major et le chef de la Gestapo de La Haye qui étaient repliés dans la région.

#### Actions du4eSAS
Commandé par Pierre Puech-Samson, le 4e SAS agit dans la moitié est du triangle. L'état-major du bataillon est établi dans une zone boisée près de Witteveen, à 7 km au sud-est de Westerbork. Puech-Samson lance rapidement l’attaque du poste de commandement de la Feldgendarmerie qui se trouve dans ce village, sachant que la Résistance lui signale que le général commandant la Feldgendarmerie risque de quitter les lieux à tout moment. Avec la coopération de l'agent secret Wim van der Veer, l’attaque est menée le 8 avril, vers 14h00. Le poste de commandement est neutralisé et plusieurs officiers allemands, membres de l’état-major ou de passage, sont tués. Laissé pour mort, le général de division Karl Böttger, n’est finalement que gravement blessé. Les Français perdent trois hommes dans cette engagement de plusieurs heures.
Plus au nord, à Gasselte, le poste de commandement du NSKK (Nationalsozialistisches Kraftfahrer Korps, une unité logistique de l'armée allemande, en l'occurrence composée en grande partie de miliciens néerlandais) est attaqué avec succès le 9 avril. Au cours de cette opération, 18 Allemands, dont deux officiers, ont été capturés. Un parachutiste français est tué.
Dans les deux cas, les Allemands exercent des représailles sur la population civile, censée avoir aidé les assaillants. Ils menacent en particulier d’exécuter tous les hommes de Gasselte qu’ils ont enfermés dans l'église du village. Finalement, ils se bornent à emmener 16 civils à Assen pour une détention qui sera courte puisqu’elle prendra fin lors de la libération d’Assen par les Canadiens le 13 avril.

#### Fin de l'opération
Les parachutistes étaient censés tenir 48 à 72 heures en autonomie avant que les troupes de la 2e armée britannique ne fassent leur jonction avec eux. En réalité, ils devront attendre jusqu'au 10 avril pour les plus chanceux et aux 14 avril pour les moins fortunés. Certains, enfin équipés de jeeps, poursuivent alors leurs actions jusqu'au 17 avril avant d'être rapatriés en Grande-Bretagne.

### Conséquences

#### Pertes humaines
Les pertes françaises s’élèvent à 33 morts (5 officiers, 7 sous-officiers et 21 caporaux ou soldats), 35 blessés et 96 disparus, dont quelque 70 combattants faits prisonniers. Parmi ces 33 morts, 7 ont été fusillés après leur capture par les Allemands.

Les pertes allemandes sont évaluées à 360 morts, 187 prisonniers et une trentaine de véhicules détruits.

Au total, les représailles allemandes font 34 victimes civiles : 21 à Spier (municipalité de Hoogeveen), 10 à Diever, 2 à Schoonoord et 1 à Westerbork, victime d'une sentinelle allemande trop nerveuse.

#### Évaluation
Le général Calvert évaluait ainsi l'impact de l'opération : « L’ennemi a été cloué au sol… Les Français l’ont empêtré dans un filet au profit de la division canadienne qui, en très peu de temps, atteignit la mer du Nord. ». La Seconde armée britannique atteint en effet la Weser le 4 avril, l'Elbe le 19 avril et la côte de la Baltique à Lübeck le 4 mai. Le 3 mai Hambourg capitule. Le 7 mai l'armée soviétique fait sa jonction avec les forces britanniques.
Mike Calvert estime aussi que « La Hollande a une grande dette envers les SAS qui ont évité la destruction de leur pays. Les Français ont eu 33 tués mais ils ont sauvé la vie de milliers de Hollandais. »

#### Reconnaissance
Les deux bataillons SAS engagés sont décorés du Lion de bronze par la reine Wilhelmina et d'une nouvelle palme à la croix de guerre 1939-1945. L'inscription « Hollande 1945 » est ajoutée à leur drapeau.

## Personnalités impliquées
- Lucien Neuwirth (1924-2013), futur homme politique français, est capturé par les Allemands et fusillé. Il survit grâce à de la monnaie qui arrête la balle.
- Jacques Pâris de Bollardière (1907-1986), compagnon de la Libération, futur général, lieutenant-colonel à l'époque, commande le 3e RCP (ou 3e bataillon SAS). Il est surnommé « Bollo » par ses hommes[3].
- Pierre Puech-Samson (1915-2000), compagnon de la Libération avec le grade de commandant, commande le 2e RCP, (ou 4e bataillon SAS).
- Pierre Sicaud (1911-1998), futur haut-fonctionnaire français, est capitaine et commande une compagnie du 3e SAS.
- Jean-Salomon Simon (1908-1945), compagnon de la Libération, officier du 3e RCP, mort à Hoogeveen après avoir été grièvement blessé lors de la contre-attaque allemande de Spier.
- Generalmajor Karl Böttger, général allemand commandant la Feldgendarmerie des Pays-Bas, laissé pour mort après l'attaque de son PC à Westerbork, en réalité grièvement blessé, qui décèdera en 1965 à Brême[8].

## Mémoire
La mémoire des parachutistes des SAS tombés au combat est honorée au mémorial international des SAS de Sennecey-le-Grand (Saône-et-Loire).

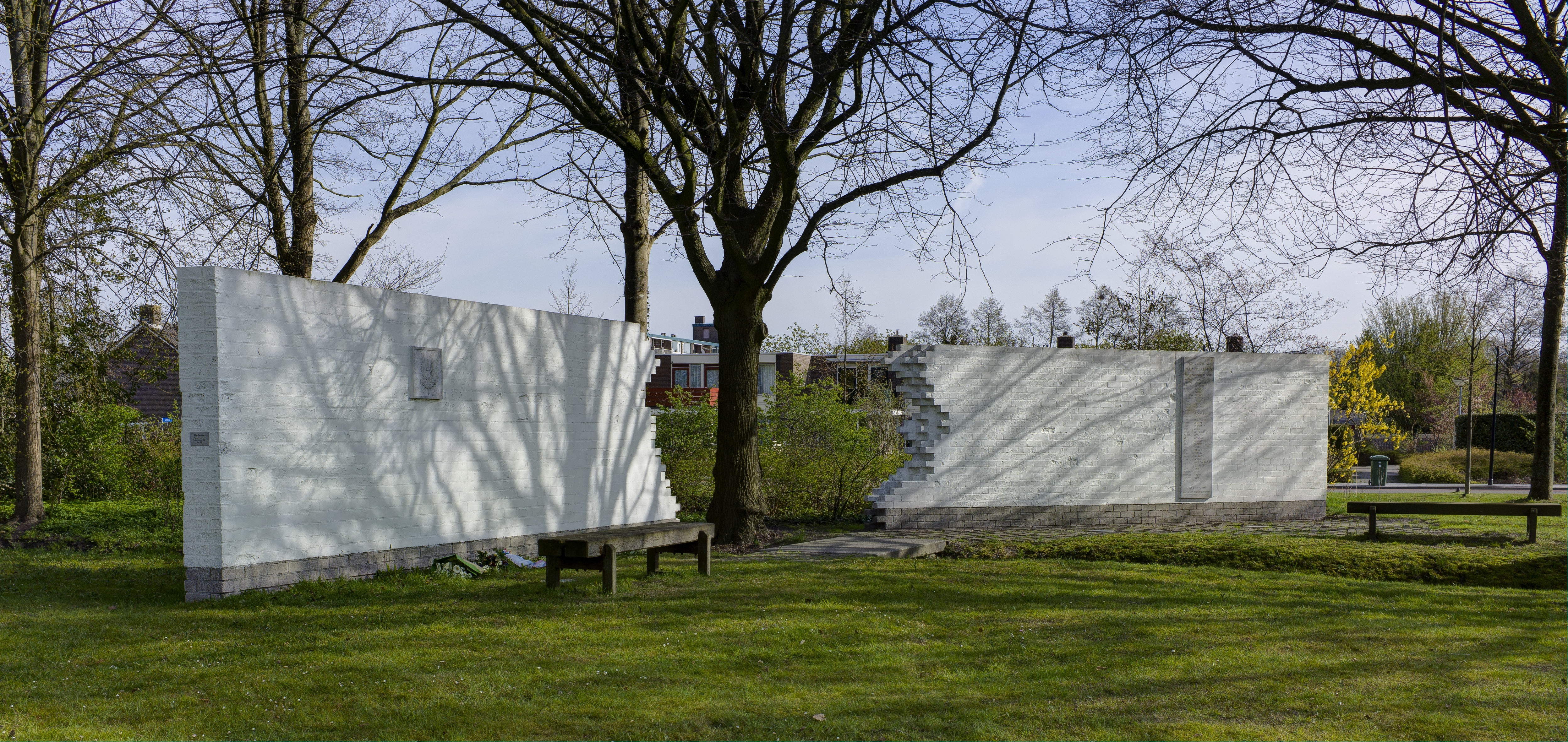
Mémorial des SAS français à Assen.

Un monument spécifique à l'opération Amherst a été inauguré en 1985 à l'entrée ouest d'Assen. Il représente un mur brisé et comporte les noms des 33 parachutistes tués pendant l'opération. En février 2020, la ville de Assen a rendu un hommage particulier aux 700 parachutistes français et la ville a été pavoisée pendant trois mois avec les photos des 33 français morts pendant l'opération Amherst.
À la sortie de Hoogeveen (sur le Wijsterse Weg) se trouve un monument à la mémoire de 19 personnes fusillées par les Allemands les 9 et 10 avril en représailles de l'aide censée avoir été apportée par la population aux parachutistes français.
Sur une maison de Huis ter Heide, au nord-ouest d'Assen, se trouve un mémorial à la mémoire de 6 parachutistes - 5 Français et 1 Syrien - qui ont trouvé la mort à cet endroit.